# 上信電鉄1000形電車
上信電鉄1000形電車（じょうしんでんてつ1000がたでんしゃ）は、1976年（昭和51年）に登場した上信電鉄の通勤形電車である。

## 概説
1970年代当時の上信電鉄においては鉄道部門の収入減少が問題となっており、小口扱いの貨物の廃止や自動閉塞化、停留所の委託化による従業員数の削減などの合理化策を進めていたが、一方で当時の上信線ではラッシュ時の平均乗車率が200 %にも上り、その対策が必要とされたこと、また、折しも発生したオイルショックの影響により鉄道の利用者が増加に転じていたこと（モーダルシフト）にも追い風を受け、1976年に輸送力増強と旧型車の置き換えのために新潟鐵工所でクモハ1001 - モハ1201 - クハ1301の3両編成1本が新造された。群馬県の設備近代化補助と共に、当時から気動車・客車が主力製品になっていた新潟鐵工所による、自社製電車の製造をアピールしたいと考えての売り込みもあったという。
形式名の「1000」は、昭和51年に出場したことに由来する。

## 外観
20メートル級・片運転台・両開き片側3扉の客用扉を持つ全鋼製車体に、屋根上にはグローブ型ベンチレーターを設置するという基本フォーマットは200形と同様だが、同系列とは異なり戸袋窓は設けられず、屋根形状は雨どいから幕板までが直線的に傾斜した独特な形態の張り上げ屋根となっている。前面デザインは3両固定編成ということから増結を想定する必要がなくなったために非貫通型になり、踏切事故対策のバンパーをアクセントとして前方視界を重視した1枚窓になっている。
塗装はそれまでの車両とは全く異なり、沿線在住のデザイナーの意見を踏まえて決定された斬新なもので、アイボリー地に幕板部に黄色の帯を入れ、この帯を運転台直後の客室窓部分にかかるように前面バンパー直後まで斜めに下ろすというものだった。これは1981年に登場する国鉄185系0番台の斜めストライプ塗装にも先んじる斬新なものであった。

## 内装
座席はオールロングシートである。コスト面から冷房装置の搭載は見送られ、代わりに一両当たり7台の扇風機と車内の熱気を外に排出するために4台の排気扇が設置されていた。また各車両の中間客用ドアの脇には車掌の車内巡回時のドア扱いの利便性を図って車掌スイッチが設置されている。

## 主要機器
電動車1両で走行できる200形と違い、上信電鉄では初めて電動車2両に機器を分散して1ユニットとして扱うMM'ユニット方式を採用し、主制御器には2両分8基の主電動機を制御する東洋電機製造製電動カム軸式ACDF-H8100-769Bを搭載する。制御段数は19段（直列9段・並列7段・弱め界磁3段）で発電ブレーキは16段である。同主制御器は加速度変更機能を有し、運転台からのスイッチ操作によって2.0 km/h/sと2.4 km/h/sを切り替えることが出来る。減速度は通常3.5 km/h/s、非常4.5 km/h/sである。また応荷重装置を設けており、定員200 %まで一定の加減速度を保つことが出来る。
台車は上信電鉄において初採用となる空気ばね台車で、クモハ1001とモハ1201は住友金属工業製FS395、クハ1301は同FS095を採用した。車体支持方式はダイレクトマウント式、軸箱支持方式はペデスタル式である。主電動機は200形のものと同系統の東洋電機製造製の補極付自己通風型直流整流子電動機TDK806/7-Hで、中空軸平行カルダン方式・定格出力100kWである点は200形と同じであるが、本形式では2両単位の制御となり並列接続時に4基が直列となることから端子電圧が375Vとなっているほか、最弱界磁率を40%まで取ることで高速性能を確保している。駆動装置はKD321-B-Mハスバ歯車一段減速中空軸平行カルダン駆動装置を採用し、歯車比は200形の84:15（5.6）に対して、より牽引力重視の85:14（6.07）とされた。
電動発電機は200形と共通の東洋電機製造製TDK362-A（出力5 kVA・二相交流100 V - 60 Hz）を冗長化のため2台、空気圧縮機はHB2000形（定格吐出量2130 l/min）をともにモハ1201に搭載している。
ブレーキ装置はやはり上信電鉄において初採用となる、日本エヤーブレーキ（現 : ナブテスコ）製HRD-1電気指令式ブレーキを採用し、常用ブレーキに加えてブレーキ故障に備えて直通予備ブレーキと手ブレーキを装備する。その他、ブレーキ指令読替装置を搭載し、救援時などにおいて200形以前の自動空気ブレーキ装備車との併結運転を可能とした。これは力行回路等の故障によって本形式の牽引回送を行う際に、牽引役車両のAMAブレーキ装置からの指令によって本形式の常用最大ブレーキおよび非常ブレーキを作用させることが出来るもので、電気指令式ブレーキ装備車と電磁直通ブレーキ装備車の連結を目的とした製品が多い中で比較的珍しい機能である。
運転台の主幹制御器には当時最新鋭のワンハンドル式が採用されているが、運転席自体は在来車に合わせて右側にある。
パンタグラフは両電動車とも高崎側に1基ずつ搭載されている。
警報装置には上信電鉄初となるメロディホーンを搭載し、車内放送用に日本国有鉄道（国鉄）の特急形車両などに装備された『鉄道唱歌』の車内チャイムを搭載した。

## 変遷
電気指令式ブレーキとワンハンドルマスコンを採用し、更に斬新なデザインの車体と塗装は当時の地方私鉄の新型車両としては画期的であった。こうして1977年に鉄道友の会ローレル賞を受賞した1000形は、上信電鉄のフラッグシップとなった。1981年には冷房装置を搭載したモデルチェンジ版ともいえる6000形も登場している。
しかし、年々モータリゼーションに伴う乗客の減少が進行する中で3両固定編成は輸送力過剰となっていき、加えて斬新な仕様ながらも非冷房車であった同系列は、1990年代に入ると利用者の減少に加えて西武から譲渡された冷房車の150形の入線で、経年が浅いにもかかわらず朝夕ラッシュ時の専用車となっていた。

### 改造
2001年8月12日をもって3両編成としての運用を終了し、自社高崎工場で日本電装の出張工事により以下の改造を行った。
- クハ1301の運転台ブロックを台枠のみ残して切断し、運転台ブロックは同様に高崎側客室窓1つ分を切断・台枠を整形したモハ1201に接合してクモハ1201に改番[7]。
- クモハ1001とクモハ1201は屋根上のベンチレーターを撤去し、泉北高速鉄道100系の廃車発生品である集約分散式冷房機（三菱電機製CU-191P形）を4台設置した。天井にはダクトは設置せず、クーラー側のローリーファン4台とそれまで設置されていた扇風機を併用する形で車内冷房を行う。
- クハ1301は、デハ200形などの増結用制御車とする[7][注 5]ため、新たに日本電装が製造したデハ250形に類似した運転台ブロック（非貫通構造で、前面窓も傾斜していない）を接合し、ブレーキシステムも自動空気ブレーキに改造。
- 3両全車にワンマン運転対応改造を施工。

こうしてクモハ1001-クモハ1201の2両固定編成と、増結用クハ1301となった1000形は2002年1月4日より営業運転に復帰した。

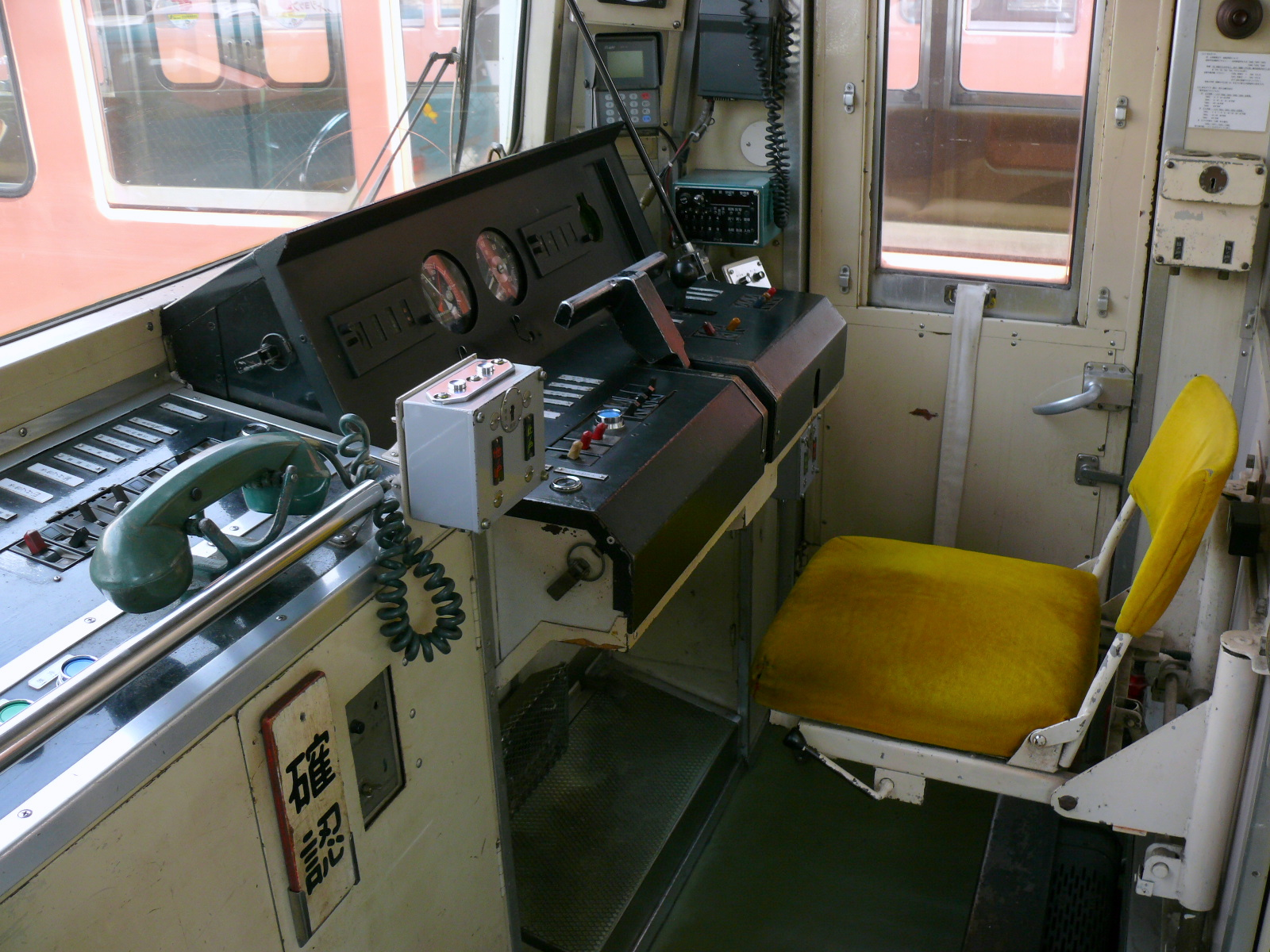
ワンハンドル式の運転台。 （2009年11月8日）
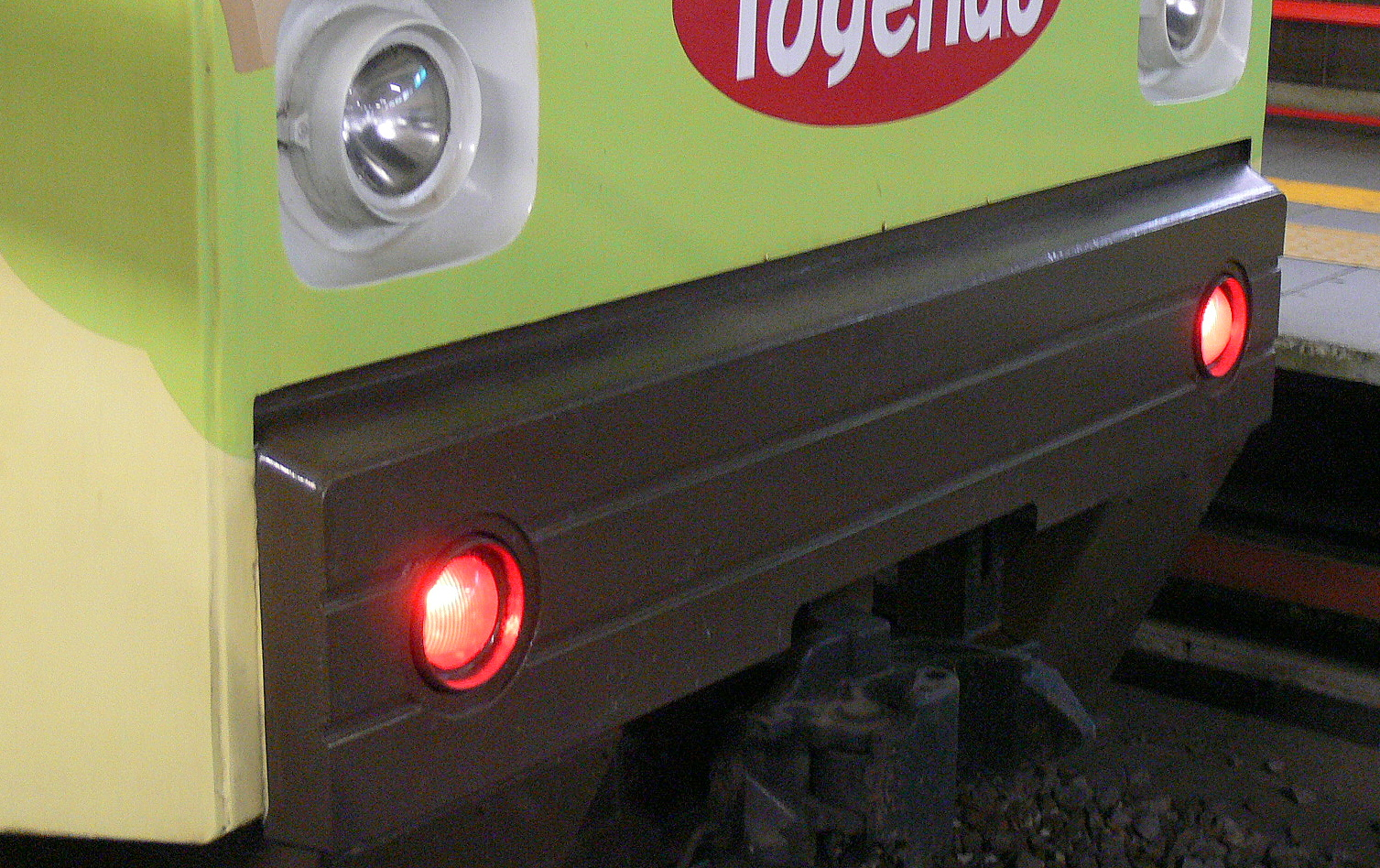
踏切事故対策のバンパー。 （2006年3月24日）
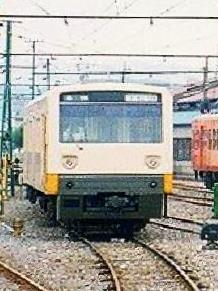
登場時の塗装のクモハ1001。 （1999年5月1日）

## 現状
クモハ1001 - クモハ1201
2両編成になってからは主力として運用されている。落成以来ベージュ地に黄色ラインのオリジナル塗装であったが、2005年に玩具メーカー・桃源堂のラッピング広告車とされた。またミュージックホーンと車内チャイムは取り外されている。
クハ1301
増結用として改造されたが、当初から組成相手は、ほぼ同一の車体構造を持っているデハ252であることが多かった。2003年には冷房改造をデハ252と同時に受けて、事実上固定編成とされた。なお、冷房装置はデハ251で搭載されたバス用ではなく、クモハ1001 - クモハ1201と同様、泉北高速鉄道より授受したCU-191P形4機を搭載している。
2004年からは塗装も従前の塗装（ただしアイボリー地にスカイブルーの帯）となった。この塗装のモチーフは西武鉄道から移籍した500形にも採用された。その後、2007年7月にその塗装を活かし甘楽町のコンニャク食品メーカー・ヨコオ食品工業の広告車「ヨコオ食品工業 ムーンラビット号」となり、2012年4月には同社のコンニャク博物館の広告車して他車と同様に運用されていた。その後、従前の塗装に戻ったが、2019年に、上半分がスカイブルーで下半分が白という塗装に変更された。
また、冷房付きの自動ブレーキ装備車故、夏期に実施されるデキ1形牽引のイベント臨時列車の客車役として使われることもある。
しかし、2023年現在、クモハ1001-クモハ1201は、同社車両の700形が同じ桃源堂のラッピングを纏い、更にはパンタグラフが撤去されており、事実上の休車となっている。

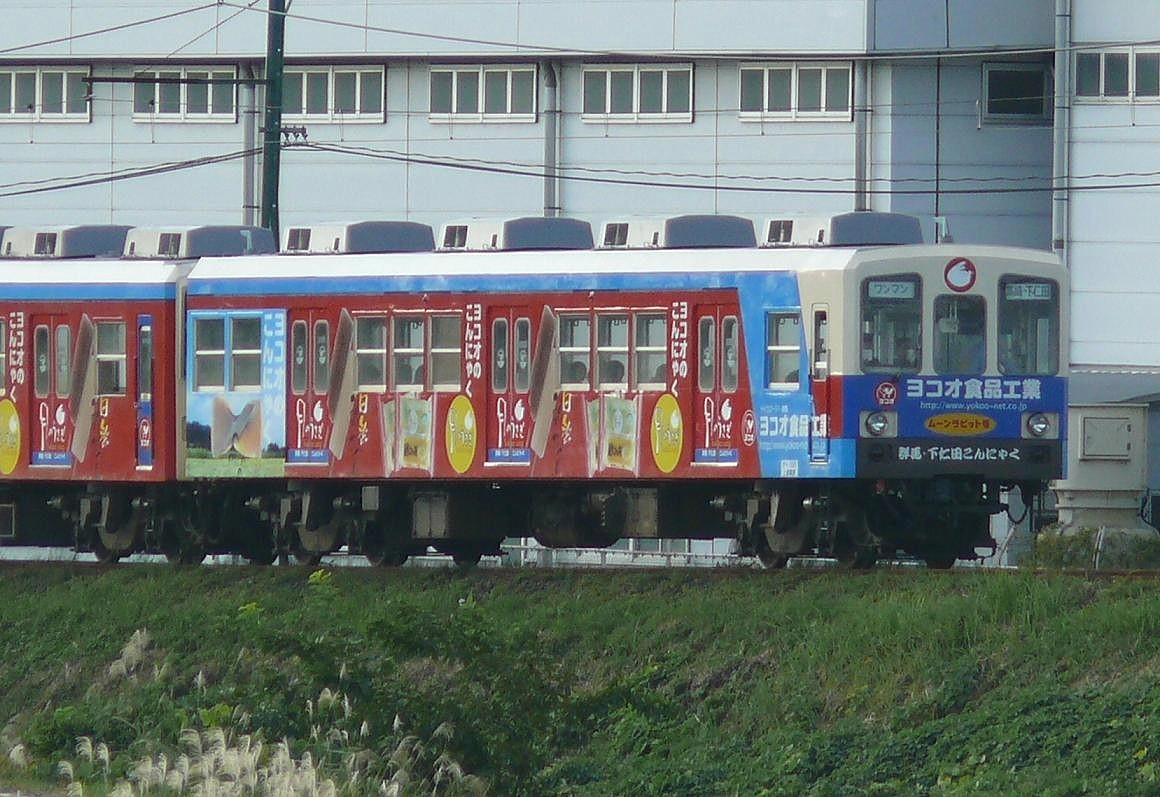
クハ1301「ヨコオ食品工業 ムーンラビット号」（2007年撮影）
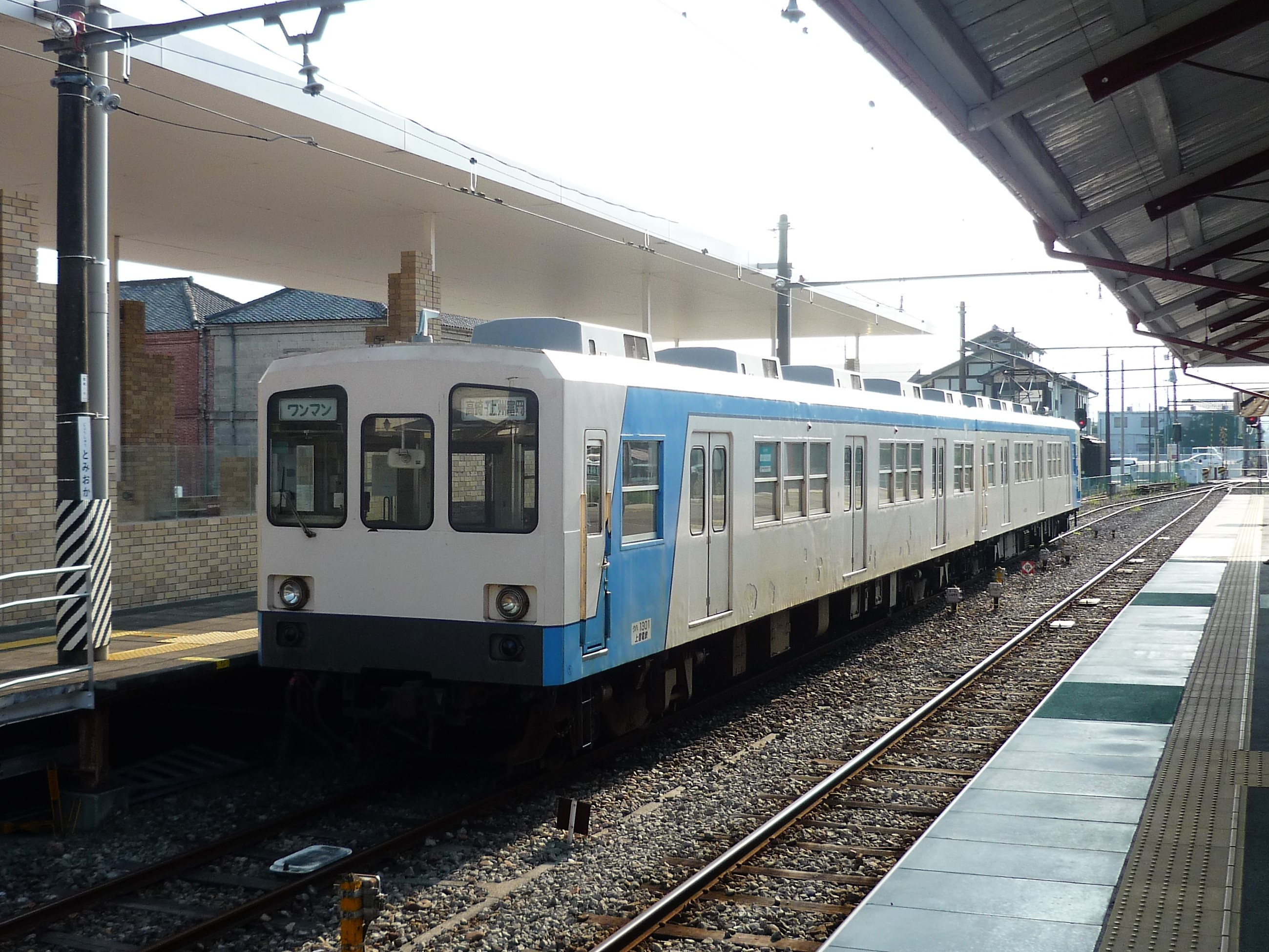
広告撤去後のオリジナル塗装のクハ1301（手前）（2018年撮影）
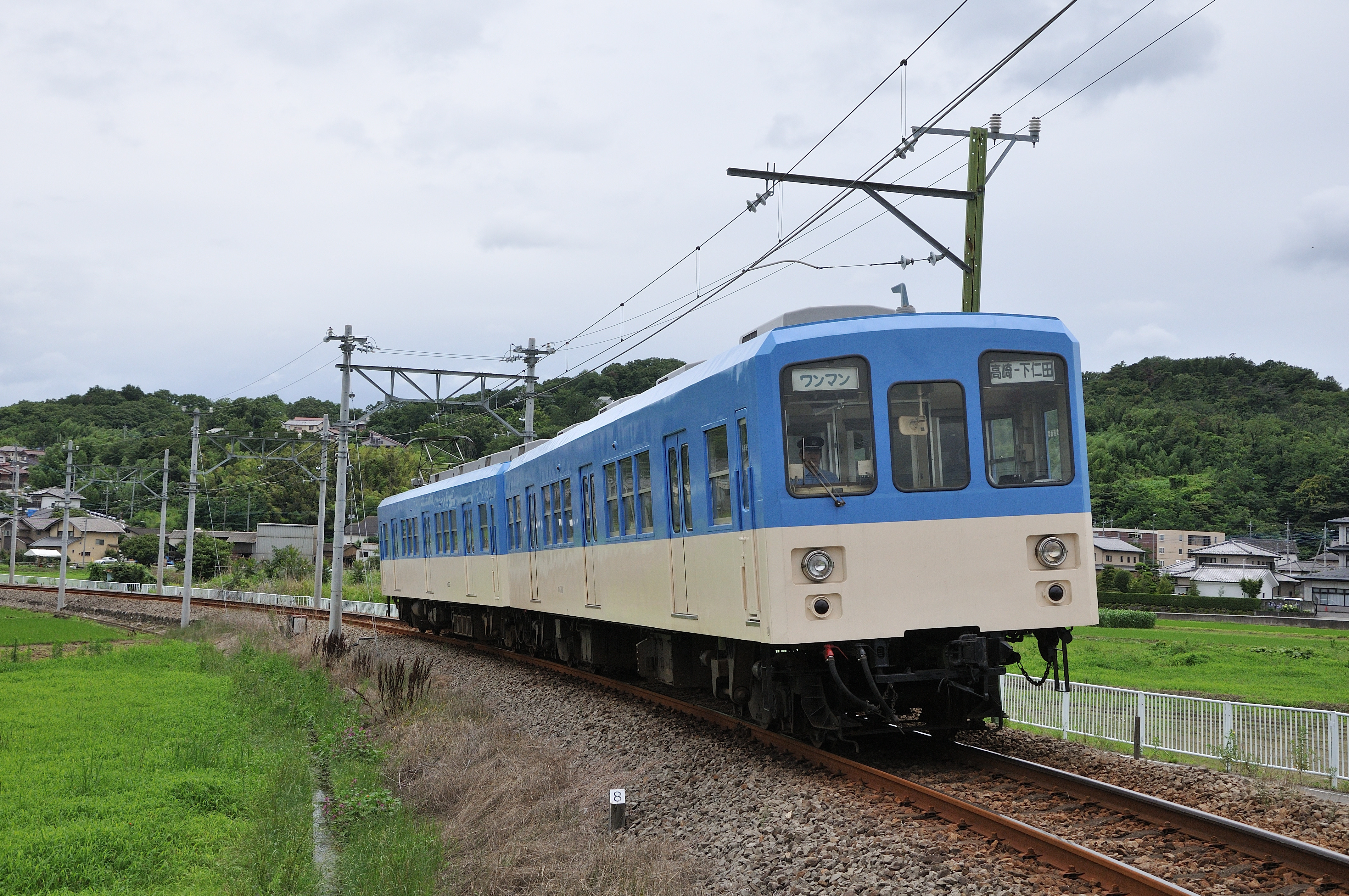
塗色変更後のクハ1301とデハ252（2019年撮影）